# 京都市立山科中学校
京都市立山科中学校（きょうとしりつ やましなちゅうがっこう）は、京都府京都市山科区にある公立中学校。

## 歴史
- 1947年5月5日 - 新学制による男女共学の京都市立山科中学校（京都市立山階小学校に併設）開校。生徒数834名通学区域は山階、鏡山、音羽、勧修、醍醐、各小学校区域。この時点では、現在の山科区全域が校区であった。
- 1948年3月8日 - 第1回卒業式挙行卒業生41名。同年4月19日 - 校舎不足のため、鏡山・音羽小学校に分教室を設置。
- 1949年4月13日 - 現在地に移転、独立校舎化。同年5月25日 - 新築落成式挙行。同年6月22日 - 校歌制定。
- 1950年2月20日 - 山科中学校生徒会誕生。
- 1952年5月1日 - 創立5周年記念式挙行。
- 1957年1月12日 - 講堂兼体育館竣工。同年11月9日 - 創立10周年記念式挙行。
- 1958年7月14日 - 鉄筋第1校舎竣工。
- 1961年4月5日 - 北花山分教室開設。
- 1963年4月1日 - 京都市立花山中学校が独立。
- 1964年5月19日 - 第4校舎鉄筋3階建増築。
- 1965年5月26日 - 音羽分教室第1期工事竣工式開校。
- 1967年4月6日 - 音羽分校が独立し、京都市立音羽中学校として分離。
- 1970年5月16日 - プール竣工式。同年12月1日 - 体育クラブボックスが完成。
- 1971年2月20日 - 体育倉庫改装修理完成。同年3月10日 - 運動場西側足洗場新設。同年4月30日 - 美術科窯室新設。同年9月10日 - 第4、第5棟間中庭コンクリート廊下完成。
- 1973年4月1日 - 北分校京都市立安祥寺中学校として独立。14学級。生徒数543名。同年8月6日 - 5号校舎（南鉄筋3階校舎）増築。
- 1974年4月1日 - 5号校舎東側鉄筋3階校舎増築。同年12月 - 水洗便所浄化槽設置。
- 1975年4月1日 - 生徒増に伴い運動場にプレハブ12教室設置。
- 1976年8月27日 - 南分校第1期工事竣工南校舎（鉄筋3階建て21教室）。同年9月1日 - 南分校開設。同年10月22日 - 南分校開設に伴い、本校プレハブ10教室撤去。
- 1977年3月15日 - 南分校第2期工事竣工（北校舎、体育館、プール）。同年4月1日 - 南分校が京都市立勧修中学校として独立、28学級 生徒数1160名。本校は17学級 生徒数 704名。
- 1980年1月15日 - 2・3校舎（木造）撤去。本館3階建（21教室）増・改築工事開始。同年10月18日 - 本館21教室完成竣工式。同年11月2日 - 創立30周年記念式を実施。記念庭園その他環境整備。
- 1982年3月15日 - 創立35周年記念誌を発刊。
- 1983年5月26日 - 文部省より「生徒指導」研究推進校の指定を受ける。同年7月6日 - 市教委より「フレンドリー活動」研究推進校の指定を受ける。同年8月27日 - 生徒会初のリーダー宿泊研修会がるり渓少年自然の家で実施される。同年9月6日 - 校舎8教室増築起工式。
- 1984年4月4日 - 校舎8教室増築起工式（現5号館）体育倉庫完成。同年6月7日 - 生徒総会「いじめ追放宣言」採択。同年9月13日 - 「心の花束を送ろう」運動で手作りの造花を生徒会が地域の老人会へ贈る。同年11月13日 - 文部省、京都府・市教委指定「生徒指導」研究発表。
- 1986年10月13日 - 創立40周年記念式典と記念誌発行。
- 1987年4月8日 - 新1年生より標準服の変更（ブレザー型）。同年同月28日 - 山科中学校育友会を山科中学校PTAに名称変更。同年12月5日 - 生徒会が京都市教育委員会より「教育功労賞」を受賞。
- 1989年8月 - 3号・4号館改修。
- 1990年3月31日 - 5号館3階コンピュータ教室完成。同年7月12日 - 「学童・生徒のボランティア活動」の指定（3年間）を京都市社会福祉協議会から受ける。同年10月2日 - ビッグ・アート・コンテストに「完全燃焼48時間」で参加。
- 1991年5月15日 - グランド東側フェンス改修。
- 1992年9月12日 - 学校五日制発足（月1回）。同年11月6日 - 技術家庭科全国発表京都大会「情報教育」の公開授業を行う。
- 1993年5月 - 3年生の選択講座開始。
- 1994年11月20日 - 運動場南西端の「ムクノキ」が市立学校銘木百選に選定される。
- 1995年3月8日 - 1年生、花脊山の家で「ふれあい合宿」。同年4月9日 - 学校五日制発足（月2回）。同年5月20日 - 新クラブボックス完成。同年8月21日 - 体育館完成。
- 1996年7月10日 - 生徒会が京都市長より「いじめ根絶にむけた活動」について子育て市民フォーラムにおいて表彰される。同年10月31日 - 生徒会が財団法人「教育設備助成会」より、ベルマーク収集累計が50万点を超えたことについて感謝状を受け取る。
- 1997年3月30日 - 新プール完成。同年5月1日 - 新プール開き。同年10月4日 - 創立50周年記念式典と記念誌発刊。
- 1998年3月31日 - グランド改修工事完了。同年7月18日 - 4号館内壁塗装。
- 2000年2月25日 - 南門改修。同年8月31日 - 2・3号館教室扉改修。
- 2001年11月1日 - 学校給食開始（配膳室・いきいき交流ルーム完成）。
- 2006年3月1日 - 校内LAN導入。同年6月23日 - 2・3号館壁塗装。
- 2007年3月1日 - 正門改修。
- 2011年9月 - 2号館トイレ全面改修。
- 2013年12月 - 図書室改修。
- 2014年3月 - 4号館外壁改修。
- 2017年11月10日 - 創立70周年記念式典と記念誌発刊。第3音楽室、第1理科室にエアコン設置。
- 2018年4月 - 校内無線LAN設置。

## 通学区域
以下の小学校区を通学区域とする。
- 京都市立山階南小学校
- 京都市立百々小学校

## 交通アクセス
- 東海道本線（琵琶湖線）・湖西線 山科駅下車

徒歩28分
- 京阪京津線 京阪山科駅下車
- 京都市営地下鉄東西線 東野駅または椥辻駅下車

徒歩14分
- 京阪バス くるり山科 舞台町下車

徒歩4分

## 著名な出身者
- 西村晃一（男子バレーボール選手）
- 倉義和（野球選手）